# Winklern (Gemeinde Straßburg)
Winklern ist eine Ortschaft in der Gemeinde Straßburg im Bezirk Sankt Veit an der Glan in Kärnten. Die Ortschaft hat 25 Einwohner (Stand 1. Jänner 2024).

## Lage
Winklern liegt am Mödringbergzug, auf dem Gebiet der Katastralgemeinde Straßburg Land, etwa 5 km nordwestlich des Gemeindehauptorts Straßburg-Stadt, an den Hängen beidseits des Winklernbachs, der dem Langwiesenbach zufließt.
Zur Ortschaft gehören die Höfe Oberer Winkler (Nr. 1), Untere Winkler-Hube (Nr. 2), Sabitzer-Hube (Nr. 3 und 3a), Oberflechl (Obere Flechl-Hube, Nr. 5), Untere Flechl-Hube (Nr. 6), Arlhard-Hube (Nr. 7 und 8; nordwestlich davon lag früher die Lady-Hube) und Maier-Hube (Mayr zu Hölzelsdorf, Nr. 9).
Die Höfe Sabitzer-Hube und Obere Flechl-Hube samt Nebengebäuden bzw. heute nicht mehr existierenden Keuschen wurden früher Bödensdorf genannt und als Ortschaftsbestandteil von Winklern ausgewiesen. Für Hölzelsdorf (= heutige Maier-Hube) wurden zwar nie gesondert Volkszählungsergebnisse veröffentlicht, doch wurde im 19. Jahrhundert ausdrücklich erwähnt, dass Winklern auch Hölzelsdorf einschloss.  

## Geschichte
Seit Gründung der Ortsgemeinde Mitte des 19. Jahrhunderts gehört Winklern zur Gemeinde Straßburg.

## Bevölkerungsentwicklung
Für die Ortschaft ermittelte man folgende Einwohnerzahlen:
- 1869: 8 Häuser, 93 Einwohner[2]
- 1880: 9 Häuser, 77 Einwohner, „einschließlich Hölzelsdorf“; davon Bödendorf 2 Häuser, 18 Einwohner[3]
- 1890: 9 Häuser, 82 Einwohner; davon Bödendorf 3 Häuser, 36 Einwohner[4]
- 1900: 9 Häuser, 86 Einwohner; davon Bödendorf 4 Häuser, 36 Einwohner[5]
- 1910: 9 Häuser, 65 Einwohner; davon Bödendörf 3 Häuser, 27 Einwohner[6]
- 1923: 9 Häuser, 81 Einwohner; davon Bödendorf 2 Häuser, 18 Einwohner[7]
- 1934: 78 Einwohner[8]
- 1951: 7 Häuser, 66 Einwohner; davon Bödendorf 1 Haus, 8 Einwohner[9]
- 1961: 7 Häuser, 68 Einwohner[10]
- 2001: 9 Gebäude (davon 6 mit Hauptwohnsitz) mit 10 Wohnungen; 28 Einwohner und 0 Nebenwohnsitzfälle; 7 Haushalte; 0 Arbeitsstätten, 6 land- und forstwirtschaftliche Betriebe[11]
- 2011: 9 Gebäude, 25 Einwohner, 9 Haushalte, 1 Arbeitsstätte[12]
- 2021: 9 Gebäude, 26 Einwohner, 10 Haushalte, 6 Arbeitsstätten[13]